# Pluton (Schiff, 1931)
Die Pluton war ein Minenkreuzer (Leichter Kreuzer) der französischen Marine, der von 1931 bis 1939 in Dienst stand.

## Geschichte

### Entwicklungsgeschichte und Bau
Anfang der 1920er Jahre hatte die britische Marine einen Minenkreuzer (HMS Adventure) in Bau gegeben. Die französische Marine plante daher im Bauprogramm von 1925 mit einem ähnlichen Mehrzweckschiff, welches neben dem Legen von Seeminen auch zum Truppentransport von bis zu 1000 Mann eingesetzt werden sollte.
Der Bauauftrag für die spätere Pluton wurde an das Marinearsenal in Lorient vergeben. Dieses legte den Rumpf am 16. April 1928 auf Kiel und ließ das Schiff am 10. April 1929 zu Wasser.
Die Indienststellung erfolgte am 1. Oktober 1931.

### Einsatzgeschichte
Nach seiner Indienststellung gehörte das Schiff zur Ausbildungsdivision des I. Geschwaders in Toulon und wurde ab 1933 als Artillerieschulschiff verwendet. Ab dem 1. Oktober 1938 gehörte es zur Artillerie-Schuldivision des Lehrgeschwaders, welches als Ersatz für die alte Ausbildungsdivision gebildet wurde. Als die französische Marineführung im Mai 1939 entschieden hatte, aus dem I. und V. Geschwader die Atlantikflotte zu bilden, wurde die Pluton zusammen mit dem Leichten Kreuzer Duguay-Trouin dem V. Geschwader zugeteilt, während das Lehrgeschwader zum 10. Juni 1939 aufgelöst wurde. Ende August 1939 kam es zu einer weiteren Umorganisation. In dieser wurden die 6. und 7. Kreuzerdivision (Pluton und Jeanne D'Arc) zusammengelegt. Diese Zuordnung hatte aber nur kurz Bestand, da die Jeanne D'Arc zu den französischen Antillen verlegt wurde und die Pluton zur Verwendung als Minenleger vorgesehen war. Auf Grund der Besorgnis hinsichtlich des Einsatzes von Schiffen der deutschen Marine (Deutschland-Klasse) vor Afrika und zunehmender politischer Spannungen wurde entschieden, die Pluton nach Casablanca zu verlegen, wohin das Schiff am 2. September 1939 auslief.

### Untergang

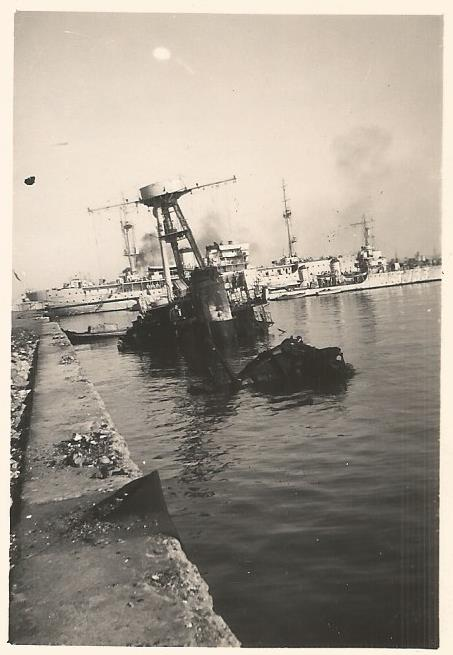
Wrack der Pluton

Nach Eintreffen in Casablanca und Änderungen der Einsatzplanungen wurde entschieden, die mitgeführten Seeminen von Bord zu geben. Auf Grund der mangelnden Erfahrung der Besatzung damit kam es am 13. September zu einer Explosion, bei der die Pluton unter Verlust zahlreicher Menschenleben zerstört wurde.

## Technische Beschreibung

### Rumpf
Der Rumpf der Pluton, unterteilt in wasserdichte Abteilungen, war über alles 152,5 Meter lang, 15,6 Meter breit und hatte bei einer Einsatzverdrängung von 6604 Tonnen einen Tiefgang von 5,18 Metern.

### Antrieb
Der Antrieb erfolgte durch vier ölbefeuerte Wasserrohrkessel und zwei Turbinensätze mit einfachen Rädergetriebe, mit denen eine Gesamtleistung von 57.000 PS (41.923 kW) erreicht wurde. Diese gaben ihre Leistung an zwei Wellen mit je einer Schraube ab. Die konstruktive Höchstgeschwindigkeit betrug 30 Knoten (56 km/h), bei Probefahrten wurde 31,6 Knoten erreicht. Des Weiteren konnten 1200 Tonnen Schweröl gebunkert werden.

### Bewaffnung

#### Artillerie
Die Artilleriebewaffnung bestand aus vier 13,86-cm-Seezielgeschützen mit Kaliberlänge 40 Modell 1927. Dieses 1930 eingeführte und auf den Großzerstörern der Aigle- und Vauquelin-Klasse eingesetzte Geschütz hatte eine Feuerrate von 8 bis 12 Schuss die Minute und konnte eine 40 Kilogramm schwere Granate bis zu 16,6 Kilometer weit verschießen. Die 13 Tonnen schweren und zum Splitterschutz mit Schutzschilden ausgerüsteten Einzellafetten waren in Schiffsmittellinie je ein Paar vor bzw. auf dem Brückenaufbau und hinter bzw. auf dem achteren Deckshaus aufgestellt.

#### Flugabwehr
Zur Flugabwehr standen vier 7,5-cm-Geschütze in Einzellafetten, zwei 3,7-cm-Maschinenkanonen und zwölf 13,2-mm-Maschinengewehre Hotchkiss M1929 zur Verfügung.

#### Minenlegeausrüstung
Zum Minenlegen waren vier Minenlegeschienen auf einem geräumigen Minendeck vorhanden, wobei die Minen aus diesem Deck über das Achterschiff ausgelegt wurden. Die Transportkapazität betrug bis zu 290 Seeminen.

## Besatzung
Die Besatzung der Pluton hatte eine Stärke von 424 Offizieren, Unteroffizieren und Mannschaften.